# 姆薩肯

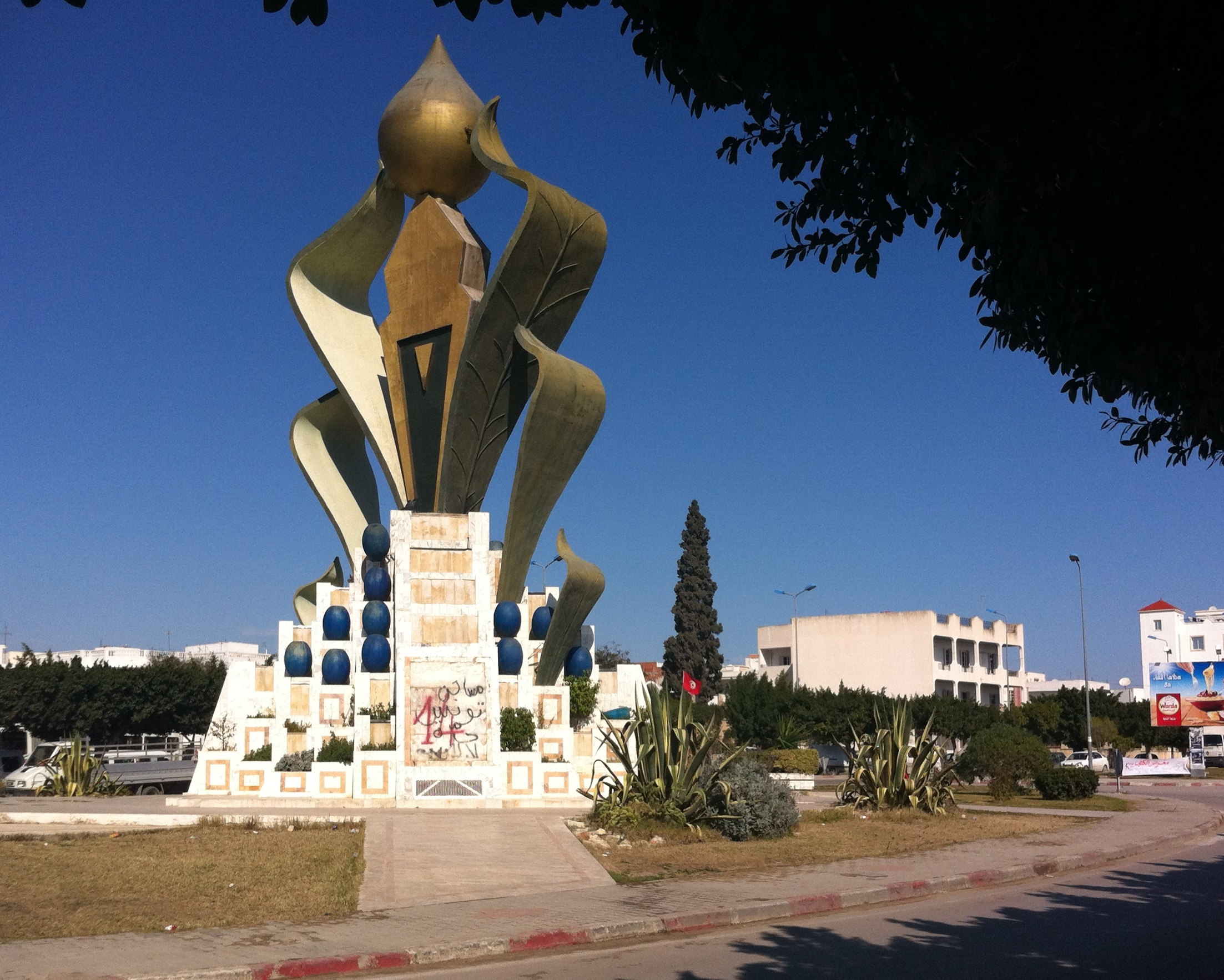
姆薩肯市中心的紀念碑

姆薩肯（阿拉伯语：‎ Msākan）是突尼西亞的城鎮，由蘇塞省負責管轄，位於該國東北部，距離首都突尼斯140公里，面積127平方公里，海拔高度143米，2004年人口55,721。

## 外部連結
- Msaken DNA Project（页面存档备份，存于）
- Y DNA in the Middle East Project（页面存档备份，存于）
- Y DNA L24 Project（页面存档备份，存于）
- Map of L192.2 Y DNA people in the world（页面存档备份，存于）